# Stazione di Vienna Penzing
La stazione di Vienna Penzing (in tedesco Wien Penzing) è una stazione ferroviaria di Vienna La stazione si trova lungo la Westbahn, la ferrovia che collega Vienna a Salisburgo. Oggi la stazione oltre che essere una fermata della Westbahn è anche una fermata per le linee S45 e S50 della S-Bahn. La stazione è stata completamente ristrutturata tra il 2015 e il 2016.

## Storia
La stazione fu costruita nel 1858 dalla Kaiserin Elisabeth-Bahn ed inaugurata il 19 novembre dello stesso anno. Nel 1860 venne realizzato il collegamento con Meidling. Nel 1898 con l'apertura della linea ferroviaria suburbana cittadina di Vienna, Penzing divenneun nodo ferroviario. A causa della sua vicinanza al palazzo di Schönbrunn, la stazione fino al 1918 venne spesso utilizzata come stazione di partenza del treno speciale di corte per i viaggi dell'imperatore, ma anche per l'arrivo di ospiti stranieri. Quando, il 28 giugno 1914, l'imperatore Francesco Giuseppe ricevette un telegramma con la notizia dell'assassinio dell'erede al trono Francesco Ferdinando a Sarajevo, tornò dal suo soggiorno estivo a Ischl e fu accolto dall'arciduca Carlo alla stazione ferroviaria di Penzing.

## Traffico ferroviario
| Linea | Percorso |
| ----- | --- |
| R     | Wien Westbf – Wien Penzing – Wien Hütteldorf – Purkersdorf – Neulengbach – St. Pölten Hbf |
| S 45  | Wien Handelskai – Wien Heiligenstadt – Wien Oberdöbling – Wien Krottenbachstraße – Wien Gersthof – Wien Hernals – Wien Ottakring – Wien Breitensee – Wien Penzing – Wien Hütteldorf                                                                |
| S 50  | Wien Westbahnhof – Wien Penzing – Wien Hütteldorf – Wien Wolf in der Au – Wien Hadersdorf – Wien Weidlingau – Unterpurkersdorf – Purkersdorf Zentrum – Unter Tullnerbach – Tullnerbach-Pressbaum – Pressbaum – Dürrwien – Rekawinkel – Neulengbach |
| 52    | Westbahnhof – Linzer Straße – Diesterweggasse, Penzing – Baumgarten |